# Chuan He

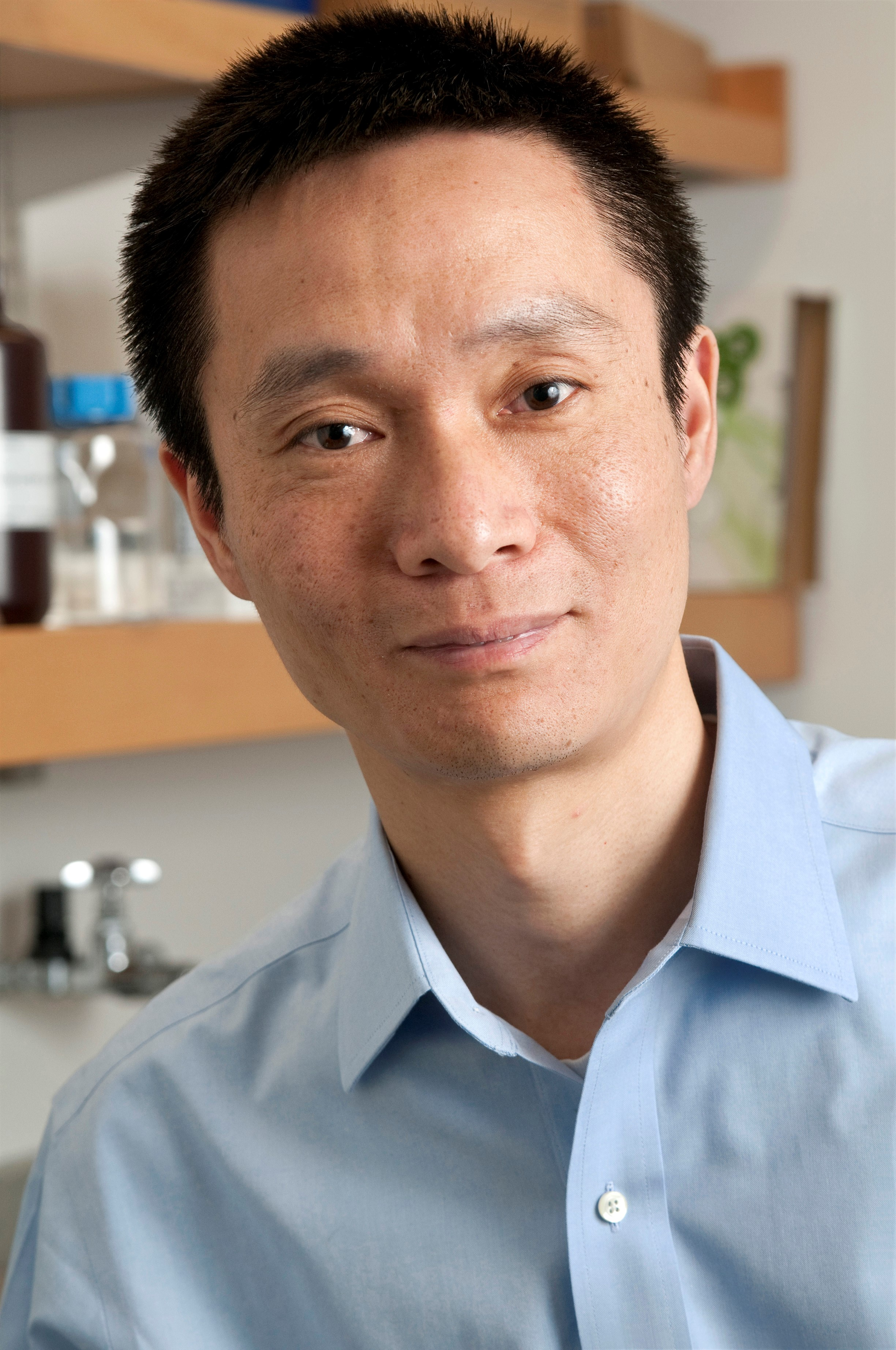
Chuan He (2007)

Chuan He (chinesisch 何川; * 25. Februar 1972 in Guizhou) ist ein chinesisch-amerikanischer Chemiker an der University of Chicago.

## Leben und Wirken
Chuan He erwarb 1994 an der Chinesischen Universität für Wissenschaft und Technik (USTC) einen Bachelor in Chemie und 2000 bei Stephen James Lippard am Massachusetts Institute of Technology einen Ph.D., ebenfalls in Chemie. Als Postdoktorand arbeitete er bei Gregory L. Verdine an der Harvard University. Seit 2002 ist er an der University of Chicago, zunächst als Assistant Professor, seit 2008 als Associate Professor, seit 2010 mit einer ordentlichen Professur. Von 2012 bis 2017 war He Direktor des dortigen Institute for Biophysical Dynamics. Er war ab 2011 außerdem Gründungsdirektor des Synthetic and Functional Biomolecules Center der Universität Peking.
An der University of Chicago ist He heute (Stand 2025) John T. Wilson Distinguished Service Professor. Seit 2014 forscht er zusätzlich für das Howard Hughes Medical Institute (HHMI).
He gilt als Experte für posttranskriptionale Modifikation der Ribonukleinsäure (RNA), insbesondere Methylierung, und für die DNA-Methylierung. Er etablierte das Konzept, dass die RNA-Modifikationen die Genexpression regulieren können und reversibel sein können und entdeckte die erste RNA-Demethylase („eraser“) als Enzym, das diese Reaktion vermittelt. Epigenetische Veränderungen wie die Methylierung spielen eine große Rolle bei der Differenzierung der Zellen aber auch bei der Entwicklung von Krebs. Hemmstoffe der RNA-Methylierung könnten zukünftige Krebstherapeutika darstellen.
Chuan He hat laut Google Scholar einen h-Index von 175, laut Datenbank Scopus einen von 153 (jeweils Stand August 2025).

## Auszeichnungen (Auswahl)
- 2014 Fellow der American Association for the Advancement of Science[8]
- 2017 Paul Marks Prize for Cancer Research[4]
- 2022 Wolf-Preis für Chemie[5]
- 2023 Tetrahedron-Preis[9]